# Sultanpur (Madhya Pradesh)
Sultanpur è una suddivisione dell'India, classificata come nagar panchayat, di 8.716 abitanti, situata nel distretto di Raisen, nello stato federato del Madhya Pradesh. In base al numero di abitanti la città rientra nella classe V (da 5.000 a 9.999 persone).

## Geografia fisica
La città è situata a 23° 8' 60 N e 77° 55' 60 E e ha un'altitudine di 365 m s.l.m..

## Società

### Evoluzione demografica
Al censimento del 2001 la popolazione di Sultanpur assommava a 8.716 persone, delle quali 4.664 maschi e 4.052 femmine. I bambini di età inferiore o uguale ai sei anni assommavano a 1.575, dei quali 861 maschi e 714 femmine. Infine, coloro che erano in grado di saper almeno leggere e scrivere erano 4.955, dei quali 2.936 maschi e 2.019 femmine.